# Џејми Лојд
Џејми Лојд (енгл. Jamie Lloyd) једна је од главних протагониста филмског серијала Ноћ вештица коју тумачи Данијела Харис. Појављује се у филмовима Ноћ вештица 4: Повратак Мајкла Мајерса, Ноћ вештица 5: Освета Мајкла Мајерса и Ноћ вештица 6: Проклетство Мајкла Мајерса. Ћерка је финалне девојке из прва два филма, Лори Строуд, и сестричина серијског убице Мајкла Мајерса, који покушава да убије све чланове своје породице. У филмовима јој помаже Мајклов психијатар, др Семјуел Лумис, кога тумачи Доналд Плезенс. Удружени Лумис и Џејми углавном успевају да изађу на крај са Мајерсом на крајевима филмова.
Лик је осмишљен као замена за Џејми Ли Кертис која је одбила да се појављује у даљим наставцима. То је проузроковало да њен лик, Лори Строуд, буде убијен у догађајима који су претходили четвртом делу и да се у улози главне Мајклове жртве нађе Лорина ћерка. Оригинално име лика било је Британи „Брити” Лојд, али је промењено у Џејми као омаж глумици Џејми Ли Кертис. На аудицији одржаној у Њујорку, Данијела Харис је победила бројне дечије глумице, како би дошла до улоге. Већ након првог појављивања, захваљујући одличној глуми Данијеле Харис, Џејми је постала један од омиљених ликова из серијала Ноћ вештица, али и хорор филмова генерално.

## Ноћ вештица 4: Повратак Мајкла Мајерса
Након догађаја из филма Ноћ вештица 2, Мајкл Мајерс је читаву деценију у коми. У међувремену, његова сестра Лори Строуд погинула је у саобраћајној несрећи са супругом Џимијем Лојдом, али је иза себе оставила 8-годишњу ћерку Џејми Лојд. Џејми је након смрти родитеља усвојена у породици Карутерс.
Када један од лекара пред Мајклом спомене да и даље има живу крвну рођаку, он се буди из коме, убија све докторе, бежи из болнице и моментално упућује ка Хедонфилду (Илиноис) да убије своју сестричину Џејми. Др Семјуел Лумис пре свих схвата шта се дешава и са локалним шерифом из Хедонфилда започиње потеру за Мајерсом.
Уз помоћ Рејчел Карутерс (ћерка људи који су усвојили Џејми) и др Лумиса, Џејми успева да преживи Мајклове нападе, а њега на крају полиција више пута упуца и он пада у велику јаму. Међутим, непосредно пре тога, Џејми је дотакла ујакову руку, због чега је део његовог проклетства прешао на њу. Исте вечери, Џејми маказама избоде маћеху. Када је др Лумис угледа, повлачи пиштољ с намером да је убије, али га шериф зауставља. Лумис је у Џејминим очима видео оно исто зло које је видео код Мајкла, када је пре 25 година убио своју сестру. Филм се завршава узвицима: Неее! доктора Лумиса, док Џејми и даље држи крваве маказе.

## Ноћ вештица 5: Освета Мајкла Мајерса
Годину дана након догађаја из претходног филма, Џејми се уз психијатријску помоћ др Семјуела Лумиса делимично опоравила. Ипак, као последица огромног стреса који је преживела, остала је нема и осим тога дели чудну психо-везу са Мајклом који је преживео напад полиције из претходног филма и започео нови крвави пир на Ноћ вештица. Наиме, сваки пут када Мајкл убије неког, Џејми то може да види.
Иако покуша заједно са др Лумисом да упозори Рејчел, Мајкл је убија на почетку филма и сакрива њен леш. Џејми то осети и добија напад панике, али је Лумис поново стабилизује. Међутим, и Лумису понестаје стрпљења и нерава, па се први пут односи грубо према Џејми и захтева од ње да му помоћу табле за неме опише где се Мајкл налази како би га зауставио. У страху да полиција неће моћи да изађе на крај са Мајклом и да ће тиме изазвати само још више смрти, Џејми одбија да му помогне. Мишљење ће убрзо променити, пошто схвати да је Тина, Рејчелина другарица, у опасности. Уз доста напора, Џејми поново проговара и објашњава Лумису где се Мајкл налази, али полиција не стиже на време.
Схвативши да нема другог решења, Џејми одлази са др Лумисом у стару кућу породице Мајерс, да се суочи са Мајклом. Лумис, као једина особа која има било какав утицај на Мајкла, почиње да му објашњава да је Џејми једина која може окончати његов бес и све функционише савршено до тренутка када Лумис покуша да му одузме нож. Ствари се тада отимају контроли, Мајкл исече Лумиса ножем, баца га низ степенице и упућује се ка Џејми. У покушају да му побегне Џејми је принуђена да се попне уз уски лимени оџак, док га Мајкл пробада ножем покушавајући да је убоде. У веома напетој сцени, Џејми успева да се извуче уз повреде и немајући другог решења, сакрива се у мртвачки сандук који јој је ујак припремио. Мајкл је проналази, али Џејми на кратко обузда његов бес, када му се обрати са „ујаче” и затражи да јој покаже лице, што он и чини. Када покуша да му обрише сузе, бес у Мајклу поново преовлада и он напада Џејми, која бежи и поново се уједини са др Лумисом.
Њих двоје успевају да намаме Мајкла у замку. Лумис баца гвоздену мрежу на њега, упуца га мецима за успављивање и претуче дрвеном даском, све док се не онесвести, након чега и сам доживи срчани удар. Џејми плаче поред Мајкла и Лумиса, док полиција и хитна помоћ не стигну. Лекари успевају да спасе Лумиса, а полиција Мајкла одводи у затвор. Баш када изгледа да је све готово, појављује се мистериозни човек у црном, који убија све полицајце и ослобађа Мајкла. Џејми остаје потпуно сама и филм се завршава њеним плачом...

## Ноћ вештица 6: Проклетство Мајкла Мајерса
Није познато шта се тачно догодило са Џејми након претходног филма, једино што се зна је да су и она и Мајкл нестали и нису се појављивали наредних 6 година. На самом почетку шестог дела, Џејми рађа сина у сатанистичком култу који предводи „човек у црном”, који је убио полицајце и ослободио Мајкла на крају претходног дела. Уз помоћ једне медицинске сестре, Џејми успева да побегне из култа са бебом, али је Мајкл јури. Она телефоном позове Хедонфилдску радио станицу и преко ње моли др Сема Лумиса, да јој помогне уколико је чује.
Др Лумис чује позив у помоћ, моментално узима свој пиштољ и креће у потрагу за Џејми. На несрећу, Мајкл је овога пута проналази пре Лумиса и коначно убија гурнувши је на вршалицу за кукуруз. Потом је укључује и оставља Џејми да вришти у агонији. Ипак, пре тога Џејми је сакрила своју бебу коју на крају филма успевају да спасу др Лумис и Томи Дојл (дечак коме је Лори била бебиситерка на ноћ првог Мајкловог масакра). Дају му име Стивен, и Томи преузима одговорност за њега. Џејмин син тако остаје једини преживели Мајклов рођак.
Упркос великој жељи Данијеле Харис да се врати у улогу Џејми, редитељ се одлучио да унајми старију глумицу, те је ангажовао Џеј Си Бренди, која се нашла на удару Харисиних фанова. Замена глумице изазвала је огромно незадовољство и огорченост код фанова серијала, а бруталан начин на који је Џејми убијена је само погоршао ствари. Према оригиналном сценарију, Џејми је требало да има знатно важнију улогу у филму. Наиме, требало је да преживи Мајклов напад, а тек касније да буде убијена од стране др Теренса Вина — „човека у црном” који је предводио култ, али је на крају редитељ у потпуности изменио идеју сценаристе. 2013. објављена је продуцентова верзија филма, која прати оригинални сценарио.